# Gattya multithecata
Gattya multithecata is een hydroïdpoliep uit de familie Halopterididae. De poliep komt uit het geslacht Gattya. Gattya multithecata werd in 1922 voor het eerst wetenschappelijk beschreven door Jarvis. 